# Elecciones legislativas de Rumania de 1961
El 5 de marzo de 1961 se celebraron elecciones legislativas en la República Socialista de Rumania. El único partido que se presentó a las elecciones fue el Frente Democrático Popular, dominado por el Partido Comunista Rumano e incluyendo otras organizaciones de masas. Ningún posible candidato podía postularse sin la autorización del partido. Como era de esperar, el Frente ganó los 465 escaños de la Gran Asamblea Nacional. Estas elecciones se celebraron tras la creación del Consejo de Estado, como jefatura del Estado en substitución del Presidium de la Gran Asamblea Nacional.

## Sistema electoral
Los candidatos fueron elegidos en circunscripciones uninominales, y debían recibir más del 50 % de los votos. Si ningún candidato superaba ese porcentaje, o si la participación electoral en la circunscripción era inferior al 50 %, se realizaban nuevas elecciones hasta que se cumplieran los requisitos. Los votantes tuvieron la posibilidad de votar en contra de los candidatos del Frente.

## Resultados
| Partido                    | Votos      | %    | Escaños |
| -------------------------- | ---------- | ---- | ------- |
| Frente Democrático Popular | 12 388 787 | 99.8 | 465     |
| En contra                  | 23 461     | 0.2  | –       |
| Votos en blanco/nulos      | 5 552      | –    | –       |
| Total                      | 12 417 800 | 100  | 465     |
| Participación electoral    | 12 444 977 | 99.8 | –       |
| Fuente: Nohlen & Stöver    |            |      |         |